# Joseph Van Schoor

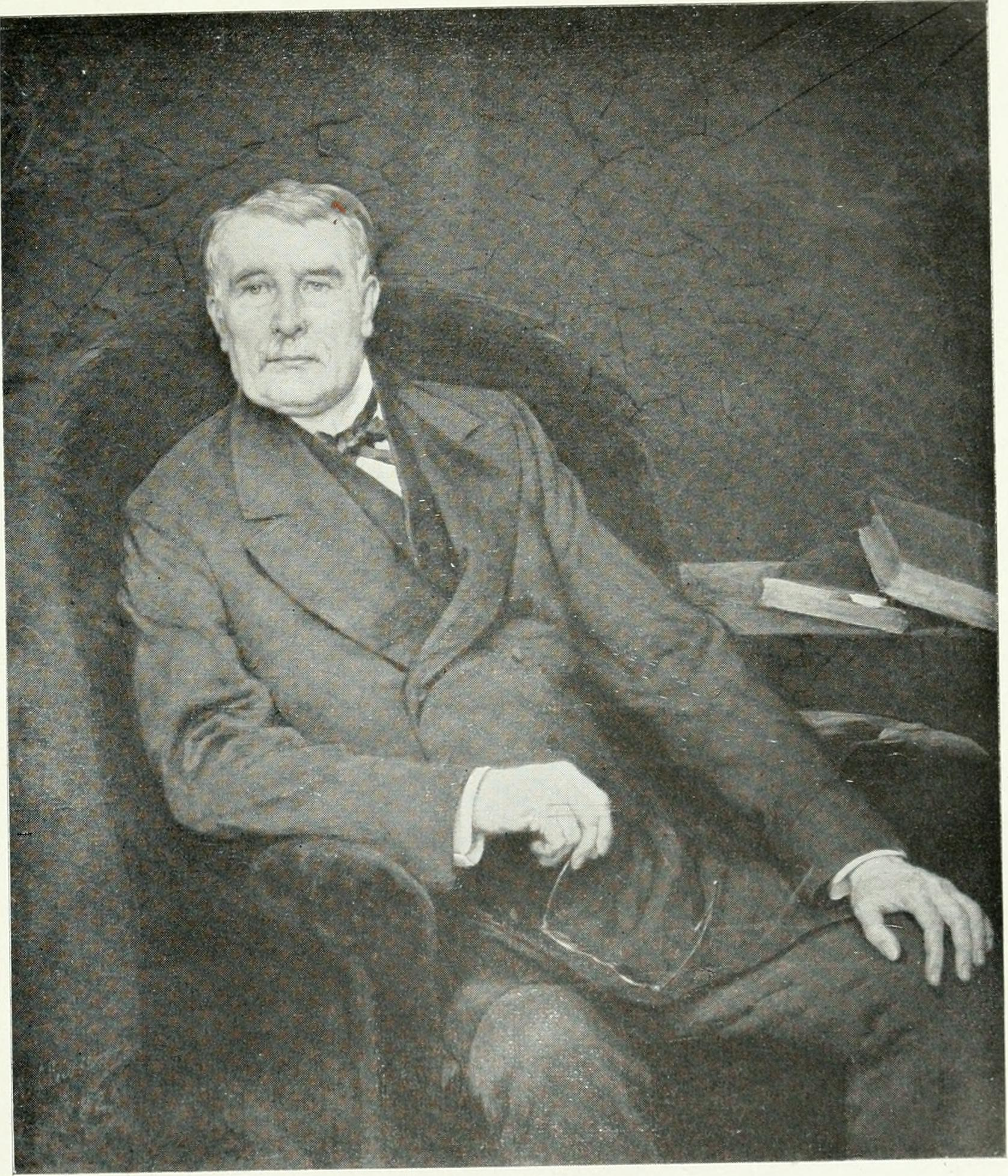

Joseph Victor Clément Ghislain Van Schoor (Brussel, 19 december 1806 - 30 maart 1895) was een Belgisch liberaal senator.

## Levensloop
Hij was een zoon van de magistraat Jacques Van Schoor en van Caroline Mazure. Hij trouwde achtereenvolgens met Eulalie Tensande en met Clémence Tensande.
Hij promoveerde tot doctor in de rechten (1829) aan de Rijksuniversiteit Gent en vestigde zich als advocaat in Brussel. In 1830 nam hij deel aan de revolutionaire acties, eerst in het korps jagers-verkenners van markies de Chasteleer, vervolgens bij de Brusselse Burgerwacht te paard.
In 1834 behoorde hij tot de stichters van de Université libre de Bruxelles en bleef aan deze instelling zijn leven lang nauw verbonden. Hij volgde Pierre-Théodore Verhaegen op als bestuurder en bleef dit tot in 1890. Hij werd er ondervoorzitter en inspecteur.
In 1846 was hij een van de medestichters van de Liberale Partij en in 1847 werd hij verkozen tot liberaal senator voor het arrondissement Brussel. Hij vervulde dit mandaat tot in 1888.
Hij was ook:
- bestuurder van de Refuge in het voormalig ursulinenklooster,
- lid van de Algemene raad van de Burgerlijke godshuizen en armenzorg in Brussel,
- bestuurder van de normaalschool van Brussel,
- lid van het bestuur van het atheneum in Brussel.

Na de dood van zijn vriend Pierre-Théodore Verhaegen, was hij zijn testamentuitvoerder, samen met Charles Thiéfry.
In Schaarbeek wordt hij herdacht met een Joseph Van Schoorstraat.

## Vrijmetselaar
In 1828 werd hij lid van Les Vrais Amis de l'Union en in 1853 werd hij erelid van Les Amis Philanthropes. In 1855 werd hij effectief lid bij deze laatste, nadat hij Les Vrais amis de l'Union had verlaten. In 1854 was namelijk door het Belgisch Grootoosten beslist dat voortaan discussies over politiek en religie in de loges mochten plaatsvinden. Hierop verliet de loge Les Vrais Amis de l'Union het Grootoosten om uitsluitend tot de Schotse Ritus van de Suprême Conseil te behoren. Als gevolg hiervan verlieten Van Schoor en allen die het met de beslissing van het Grootoosten eens waren, deze loge, om aan te sluiten bij Les Amis Philanthropes. In 1858 werd hij niettemin lid van de Suprême Conseil de Belgique.
Vanwege Les Amis Philanthropes werd hij afgevaardigde bij het Belgisch Grootoosten en hij was er achtereenvolgens:
- Eerste Grootopziener,
- interim-Grootmeester,
- Grootmeester (1866-1869) in opvolging van Pierre-Théodore Verhaegen.

In 1891 beëindigde hij zijn maçonnieke activiteiten en werd hij tot erelid benoemd.